# Symeon Stylites der Ältere

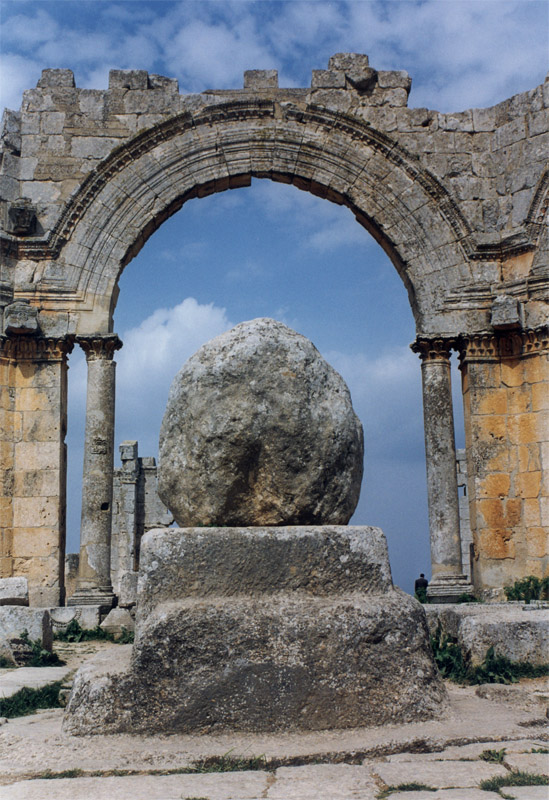
Die Säule des hl. Symeon Stylites in Qalʿat Simʿan, wo er auch starb.

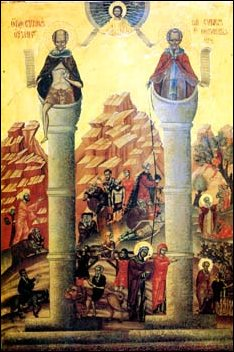
Ikone der hll. Symeon Stylites der Ältere (links) und Symeon Stylites der Jüngere

Symeon Stylites der Ältere, auch Simeon der Stylit genannt (syrisch-aramäisch: ܫܡܥܘܢ ܕܐܣܛܘܢܐ šimʻon d-esṯoná), (* 389 in Sisan, heute vermutlich Samandağ im Grenzgebiet zwischen Syrien und Kilikien; † 2. September 459 in Qal’at Sim’an), griech. Συμεών ὁ Στυλίτης „Symeon der Säulenheilige“ (weitere Beinamen ὁ πρεσβύτερος „der Ältere“ bzw. ὁ ἐν τῇ μάνδρα „der im Kloster“), ging als erster christlicher Säulenheiliger in die Kirchengeschichte ein. Er lebte als Anachoret über mehrere Jahrzehnte auf einer Säule, um durch strenge Askese zu ständiger Gemeinschaft mit Gott zu finden.

## Leben und Wirken

## Simeons asketische Praktiken
Noch bevor Simeon seine erste Säule bestieg, führte er nach Darstellung der Testimonien zahlreiche asketische Praktiken durch, um seinen irdischen Körper zu transformieren.
So fastete er bereits nach seinem Bekehrungserlebnis und stand bzw. kniete tagelang im Gebet. Auch ließ er sich für zwei Jahre bis zur Brust in die Erde eingraben. Außerdem wickelte er sich eine Zeit lang ein grobes Seil aus Palmenblättern so eng um den Körper, dass es einschnitt, und nahm nur einmal wöchentlich Nahrung zu sich. Später begann er eine Askese, die dem Prinzip des Verharrens an einem Ort folgte, indem er sich eine Kette um den Fuß legen ließ, die an einem Stein befestigt war. Seitdem übte er sich darin, weitestgehend im Stehen zu fasten. Nachts betete er in Form von Verbeugungen.
Simeon galt als Heiliger, der durch konsequente Übung zu Gott gefunden hatte. Das Können und Wissen, über das er infolge dieser Übung verfügte, zeigte sich z. B. in seiner Fähigkeit zu heilen sowie darin, dass er zweimal täglich von der Säule herab lehrte, Fragen beantwortete, Segen erteilte und dergleichen mehr.
Kaiser Theodosius II. stieg sogar auf die Säule, um sich von Symeon beraten zu lassen. Auf diese Weise hatte Symeon der Stylit erheblichen Einfluss auf Politik und Gesellschaft. Für die verfolgten Christen im Perserreich war er ein Symbol der Rettung, denn er trat für die Armen und Unterdrückten ein. Eine seiner Forderungen war eine Zinsbeschränkung auf sechs Prozent. Noch zu seinen Lebzeiten stellten Handwerker im weit entfernten Rom Bilder des Symeon als Schutzzeichen in den Eingang ihrer Werkstätten.
Der „zwischen Himmel und Erde lebende Märtyrer“, der aérios martyr, starb 459 in Qal’at Sim’an. Zunächst wurde sein Tod dem Volk verheimlicht. Der Leichnam Symeons wurde dann mit allem Pomp nach Antiochia überführt, wo man 30 Tage lang die Totenfeier hielt. Ein Teil der kostbaren Reliquien kam zehn Jahre später nach Konstantinopel, ein anderer Teil kam vermutlich noch vor Baubeginn zur Basilika von Qalb Loze. Nach seinem Tod verbreitete sich der Kult des Styliten durch Nachahmer, und zahlreiche Orte im nordsyrischen Kalksteinmassiv wurden zu Pilgerstätten. Sein Fest wurde im Westen am 5. Januar begangen, im Osten am 1. September. Sein Beispiel fand bis zum 10. Jahrhundert Nachfolger.

## Kritik
Anfängliche Kritik an der extremen Lebensweise soll schnell verstummt gewesen sein und man glaubte in der von Symeon verkörperten Ortsaskese das syrische Ideal des Einsiedlers in höchster Übersteigerung zu erkennen. Spätere Historiker und Philosophen sahen indessen vor allem in der großen gesellschaftlichen und politischen Bedeutung, die Mönche allein aufgrund ihrer asketischen öffentlichen Leiden erlangen konnten, ein Zeichen für die Dekadenz des römischen Reichs, die durch das Christentum beschleunigt worden sei. So schrieb in seinem zwischen 1776 und 1788 erschienenen Gesamtwerk über den Verfall und Untergang des römischen Imperiums der zu den bedeutendsten britischen Historikern zählende Edward Gibbon, dass derjenige „die denkwürdige Verwandlung, die sich im römischen Reich innerhalb von fünfhundert Jahren vollzog, richtig einschätzen“ könne, dem es möglich sei, „den Abstand zwischen dem Charakter Catos und dem Simeons zu ermessen.“

## Rezeptionsgeschichte
Der spanische Filmemacher Luis Buñuel beschäftigte sich in dem Spielfilm Simon in der Wüste (Simón del desierto) aus dem Jahr 1965 mit dem Leben, der Religiosität und Bedeutung von Symeon. Dabei bedient sich der Film starker surrealer Bilder und Anachronismen.
Heiko Daniels’ Hörspiel Stylites – 37 Jahre / 18 Meter. Eine Hagiofonie (Regie: Alexander Schuhmacher, Produktion: HR 2016) erzählt vom Widerstreit der Legenden über Symeon.